# Stema municipiului Sfântu Gheorghe

Stema municipiului Sfântu Gheorghe

Stema municipiului Sfântu Gheorghe a fost aprobată în 1997. Acesta se compune dintr-un scut triunghiular cu marginile rotunjite. În câmp albastru, pe 3 coline verzi, se află un zid de cetate crenelat, cu două turnuri crenelate, de aur, întrerupt în mijloc de o turlă de biserică de culoare albă, cu poarta neagră, având gratiile argintii ridicate. Deasupra turnului din dreapta se află un soare de aur, figurat, iar deasupra celui din stânga, o semilună de argint, crescătoare, strălucind. Colina din mijloc mai înaltă este încărcată cu o efigie. Scutul este trimbrat de o coroană murală de argint cu 7 turnuri crenelate.
Semnificațiile elementelor însumate:
- Turla bisericii este singurul monument medieval al localității.
- Cetatea semnifică faptul că localitatea a avut rang de oraș medieval.
- Soarele simbolizează curajul și demnitatea, iar luna, puritatea morală a localnicilor.
- Efigia, reprezentând scena învingerii balaurului de către cavalerul Sfântu Gheorghe, redat negru pe aur, face trimitere la denumirea localității.
- Coroana murală cu 7 turnuri crenelate semnifică faptul că localitatea are rangul de municipiu-reședință de județ.